# Roger Dean Stadium
O Roger Dean Stadium é um estádio localizado em Jupiter, Flórida, Estados Unidos, possui capacidade total para 6.871 pessoas, é a casa do time de quatro times de ligas menores de beisebol, o Jupiter Hammerheads e o Palm Beach Cardinals da Florida State League, e Gulf Coast Marlins e o Gulf Coast Cardinals da Gulf Coast League, o estádio foi inaugurado em 1998.